# 東急7700系電車
東急7700系電車（とうきゅう7700けいでんしゃ）は、1987年（昭和62年）8月1日に営業運転を開始した東京急行電鉄の通勤形電車。1987年（昭和62年）から1991年（平成3年）にかけて7000系（初代）を改造した車両である。
本項では、東急から他社に譲渡された車両についても解説する。
なお、本項では解説の便宜上大井町・五反田・多摩川（目黒）寄り先頭車の車両番号+F（Formation=編成の略）を編成名として記述（例：クハ7901以下4両編成=7901F, クハ7915以下3両編成=7915F）する。

## 概要
1962年に登場した7000系は、その後投入された7200系などの車両が1986年度末にほとんど冷房化される中、床下に冷房用の電源を設置するスペースがないことや、冷房装置搭載にともなう重量増に台車が対応できないことから冷房化が行われていなかった。また、製造より25年が経ち、電機品（電装品）や内装の老朽化・陳腐化が進んでいた。
しかし、7000系の車体は構体・台枠含めて全てステンレス製であるため腐食による「痩せ」がなく、溶接部分が新製時の状態を維持していれば強度が落ちていないことが予想された。そこで実際に荷重試験を実施したところ、強度が低下していなかったことから、骨組みと外板を残し、それ以外の台車・電機品・および内装などを総取り替えし、その上で冷房装置を搭載する改造がなされることになった。
改造工事は東急車輛製造へ甲種輸送しての施行または長津田車両工場内の東横車輛電設（現・東急テクノシステム）において実施された。

## 車両概説

### 外観
7000系の車体を流用しており、前面も7000系と同様に無塗装だったが、識別を容易とするために、第1編成の営業運転開始後に細い赤帯が入れられた。その後、1988年春からステンレス車全系列に赤帯を入れることになり、7000系にも赤帯が入れられたが、本系列より太い帯として区別された。当初から各駅停車以外の運用を持たないことから急行灯は使用を停止している。
方向幕は手動巻取式のままで、当初は白幕だったが、目蒲線転属後しばらくして黒幕に交換された。この幕は7200系（デヤ7200を含む）と7600系、こどもの国線のデハ7057（デハ7052は白幕のまま）にも波及したが、当形式と7600系はその後のワンマン化改造時にLED化されることになる。
冷房装置は9000系と同一品だが、キセ（カバー）のみ営団（当時）日比谷線の車両限界に対応するため両肩部を斜めに削った形状とされた。10,000kcal/hの分散式で、1両あたり屋根上に3基搭載されている。これらの重量増を考慮して、車体の横骨や、屋根部分に梁が追加された。なお、7000系時代に設置されていた扇風機はまだ新しかったため、補助送風機として存置されている。

### 車内
運転台では、操作系を主幹制御器とブレーキハンドルが独立のものから、ワンハンドル式へ変更され、コンソールも一新された。戸閉灯を大形化して電球からLEDに変更、ワイパーは空気式から電動式の大型のものに変更、雨樋の設置、警笛に電子ホーンの追加、側窓は上段下降・下段上昇式からバランサー付の上段下降・下段固定式に変更（1978年から1980年に車体更新が行われた車両を除く）などが行われ、窓枠部分が目立たなくなるなど、外観の印象も若干変わった。

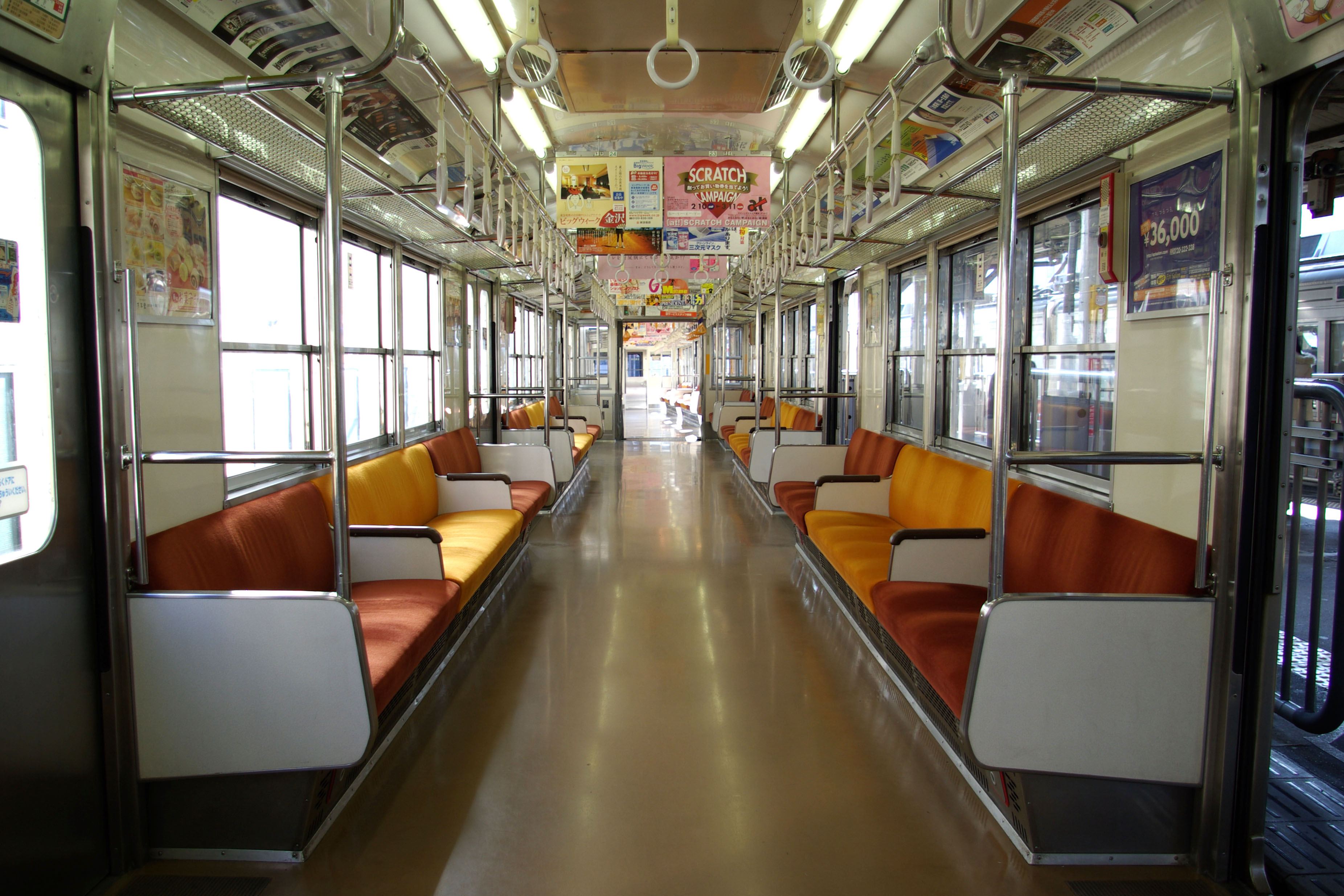
車内の様子
仕切りが設けられ、区画ごとに色分けされた座席が特徴

内装では、座席配置は改造前と同様の全席ロングシートだが、座席表地の2色化と袖仕切りの新設が行われ、そのほか、化粧板と床材をすべて張り替え、室内灯の増設、非常通報装置を紐式から押しボタン式に変更されるなど、9000系に準じたリニューアルが行われた。混雑率が低い路線のみで使用されることからドア脇への立ち席スペースの確保はなされていない。

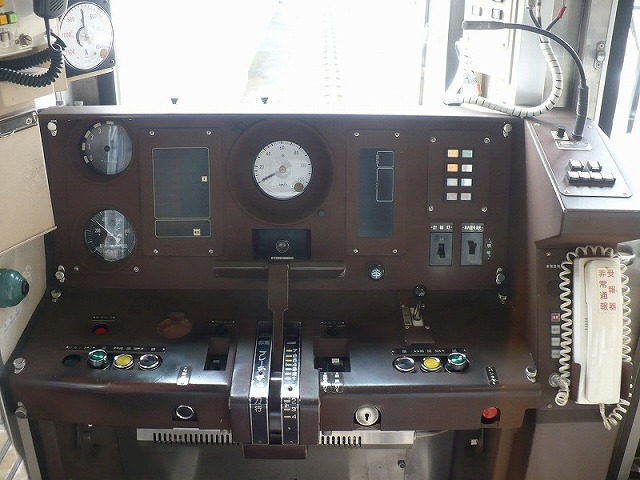
ワンマン運転改造後の運転台

2000年以降全編成がワンマン運転に対応しており、運転台にワンマン機器、車上ITV（ホーム監視モニター）、自動放送装置が設置されている。また、車掌スイッチは電気接点式の押しボタン式化や車外スピーカーの設置、TASC、 情報伝送装置を設置した。また、前面貫通扉と運転室と客室の仕切りが交換され、搭載機器の増加もあって以前より運転室面積を拡大されている。
また、車内非常通報装置を対話式に変更して3台に増設、同年から2002年に交通バリアフリー法に対応するために全編成のデハ7800形の座席が一部撤去され、その部分に車椅子スペースが設置された。

### 機器類
床下機器はほぼ全面的に交換され、モーター（主電動機）は定格出力60・70kWの複巻整流子電動機から170kWの三相交流かご形誘導電動機に、主制御器は抵抗制御からGTOサイリスタ素子（4,500 V - 2,000 A）によるVVVFインバータ制御にそれぞれ変更され、モーターの出力増強に伴い編成構成が全電動車から、MT比1:1（4両編成時）。VVVFインバータ装置は7600系と同等であるが、7700系の床面高さに対応して機器の天地寸法を低くしている。
ブレーキ方式は、当初7000系の回生ブレーキ併用電磁直通空気式 (HSC-R) が引き継がれたが、当初より目蒲線に投入された7911F以降（→東急7700系電車#歴史）は電気指令式 (HRA) に変更され、HSC式の編成も後に電気指令式とされた。また、ブレーキや空気ばねなどに圧縮空気を供給する空気圧縮機 (CP) は、当初HB1500系とHS20系の2種類が併用されたが、後にすべてHS20系に統一された。
台車は老朽化が進んでおり、また、先述のとおり冷房装置搭載による重量増、および主電動機の交換にも対応できないため、バッド社・パイオニア III 形の技術提携による軸ばねを省略した一自由度系台車のTS-701から、8000系のTS-807（動力台車）、およびTS-815（付随台車）台車と同系の、TS-832（動力台車）、TS-835（付随台車）に交換された。この時期すでに9000系でボルスタレス台車が採用されていたが、当形式では流用する車体の状態が良く、台枠にも手を加える必要がなかったため、台枠構造に合わせたボルスタ（枕梁）付き台車の軸ばね式ダイレクトマウント空気ばね台車とした。
保安装置は東急形ATS装置とTASCを搭載する。なお、通常のブレーキは運転士のブレーキ操作が優先であり、定位置停止に対しブレーキの遅れや不足があった場合はTASCがブレーキを補足する。併せて設置した情報伝送装置は地上子の情報を検知してTASCに伝える機能があり、TASCはこの情報を元に停止位置、速度を検知してブレーキ補足操作を行う。なお、本系列は目黒線や田園都市線用のATC車上装置が搭載されていないため、全般検査、重要部検査などで長津田検車区へ回送される際には7500系（デヤ7500形とデヤ7550形）の中間に挟まれて回送されていた。

## 形式と編成
1編成4両を基本として以下のように改造された。
最短でクハ7900形とデハ7700形の2両編成での運転が可能となっている。2000年の3両編成化以降、譲渡車も含めてすべての編成で車両番号の下2桁が揃っている。
|                              | ↑大井町・五反田・目黒・多摩川 |
| 形式                         | 詳細 |
| クハ7900形                   | デハ7000形奇数番号車から改造された制御車。 モーターは撤去され、120kVA出力の静止形インバータ (SIV) と空気圧縮機 (CP) などの補機類を搭載する。 |
| デハ7800形                   | デハ7100形偶数番号車から改造された電動車。 モーターとパンタグラフや主制御器などの走行機器を搭載する。                                        |
| サハ7950形（2000年に廃形式） | デハ7100形奇数番号車から改造された付随車。 モーターは撤去され、CPを搭載していた。                                                            |
| デハ7700形                   | デハ7000形偶数番号車から改造された制御電動車。 デハ7800形に運転台を取り付けた構造である。                                                    |
| ↓二子玉川園（当時）・蒲田    | |

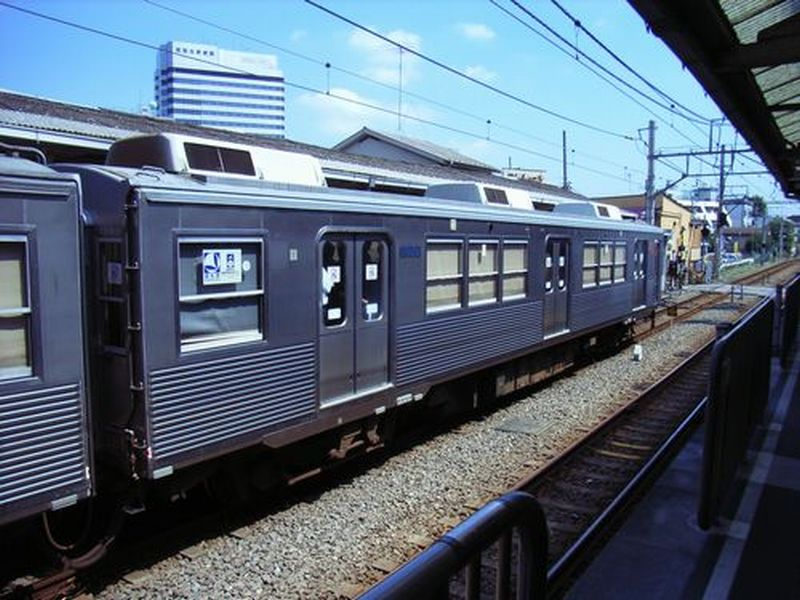
クハ7900形
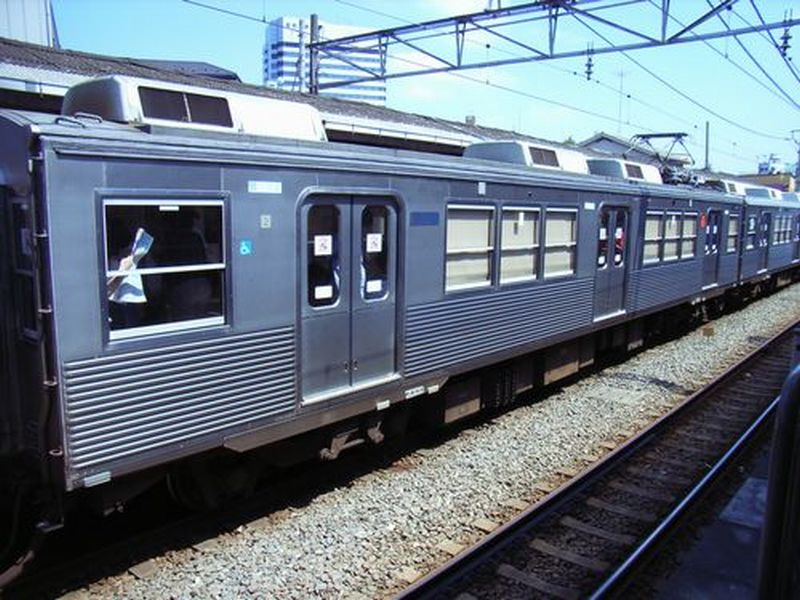
デハ7800形
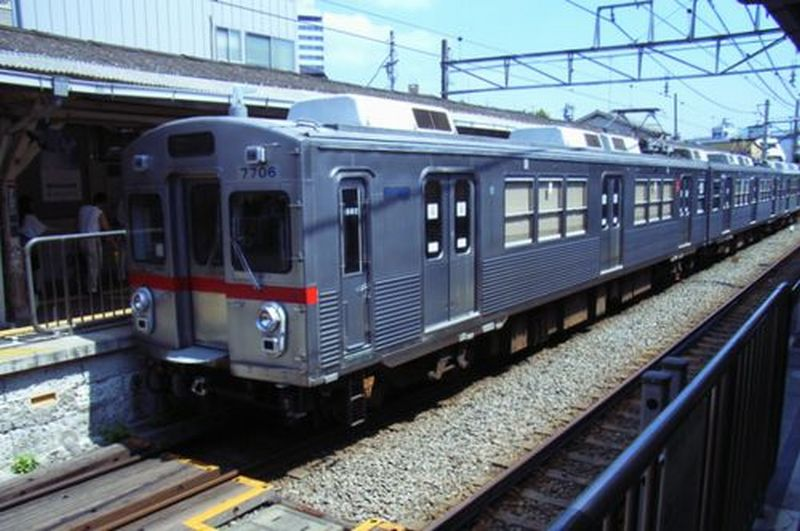
デハ7700形

## 編成・塗装
本形式は、東急内では大きく分けて3形態が存在する。

### 7901F - 7911F

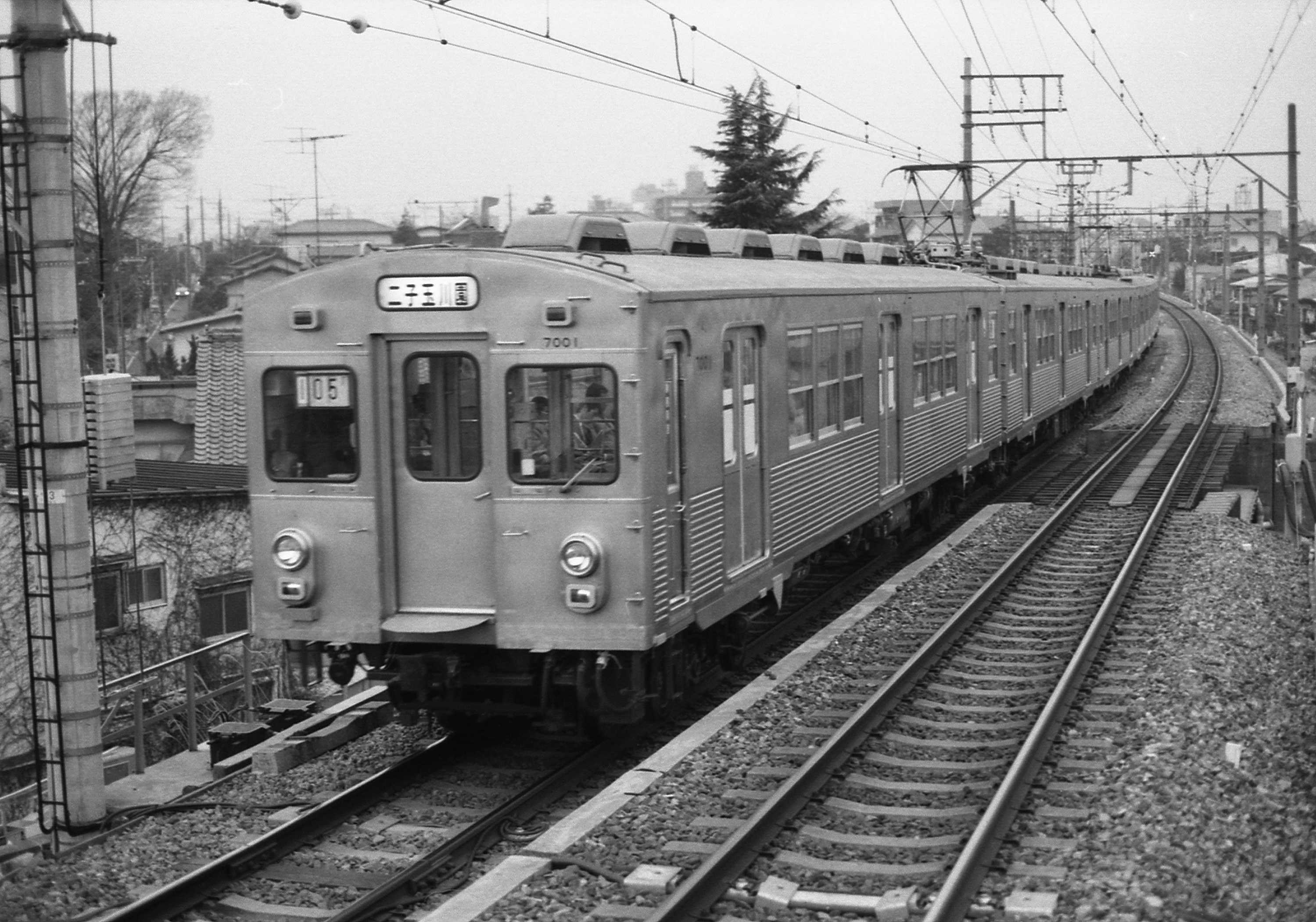
7910Fの種車となった7001F

目蒲線投入後、2000年の路線分断まで同線で4両編成を組んでいたグループで、先頭車の前面に細い赤帯が入っている。7904F・7909F・7911Fは路線分断時に運用離脱し、残る8本がサハ7950形の抜き取りと7912F - 7915Fと同等のワンマン運転対応改造が行われた。前面の行先表示器は7912F以降に合わせてLED式に変更されたが、その後も車体装飾の変更や側面行先表示器の追加などは行われていない。
7910Fの種車は7000系で最初に落成（製造は1961年12月、入籍は1962年1月）した第1編成であり、構体は2012年当時の東急の鉄道車両の中では最も経年が古かった。なお、同編成は2012年4月16日より、池上線開業90周年を記念して前面の赤帯を撤去して「クラシックスタイル」として運用されていたが、同編成は2014年5月に運用を離脱し、このうちデハ7810とクハ7910は先に搬出されたが、デハ7710は同年9月に長津田車両工場で開催された「東急電車まつり2014in長津田」で7600系デハ7662やデヤ7290とともに展示された後に搬出されている。7910Fの廃車により、東急の鉄道車両の中での最古参は7903Fとなった。同編成の種車は1963年10月に落成・入籍した7023Fで、2016年時点で車齢は53年に達する。
7903Fは「多摩川アートラインプロジェクト アートウィーク2007」の一環として2007年（平成19年）11月3日から同年11月30日まで前面貫通扉にシンボルマークが、それ以外に虹の7色の縦1本の線がラッピングされた「レインボートレーン」としてラッシュ時以外は基本的に東急多摩川線内で限定運用されていた。

### 7912F - 7914F
池上線のワンマン化に備えて1995年から1996年に目蒲線から池上線に転用されたグループで、転属の際に上記のワンマン運転改造が施工され、他編成との区別のため、8000系の更新車に準じた前面が中央が黒・その両隣にL字形の赤帯・側面がドア以外の低い位置に太目の赤帯という塗装（通称「歌舞伎塗装」）に変更された。同時に幕式だった行先表示器がLED化され、側面にも1両当たり片側に1か所ずつ追加で設置され、サボ受けが撤去された。2011年に幌取り付けボルトが残存していた7913Fが廃車、のちに解体処分された。2018年7月に7914Fが、2018年9月に7912Fがそれぞれ養老鉄道へ譲渡されて、歌舞伎塗装は東急から消滅となった｡

### 7915F
1996年に7912F - 7914Fから抜かれたサハ7950形3両を組み合わせて組成された編成で、前記したように中間車のみ改造が1年早い。機器類が他の14本と異なり、制御装置の素子にはIGBTを採用している。先頭車の前面や運転台、客室仕切部形状は1000系に準じており、部品が共通化されている。3両編成完成時にワンマン運転対応設備と側面帯が装備され、池上線に投入された。
当初は車両間に転落防止幌が設置されていたが、その後撤去されている。また、運転台右端に列車情報モニタ装置ディスプレイが設置されていたが、これもその後撤去されている。
2010年9月廃車。

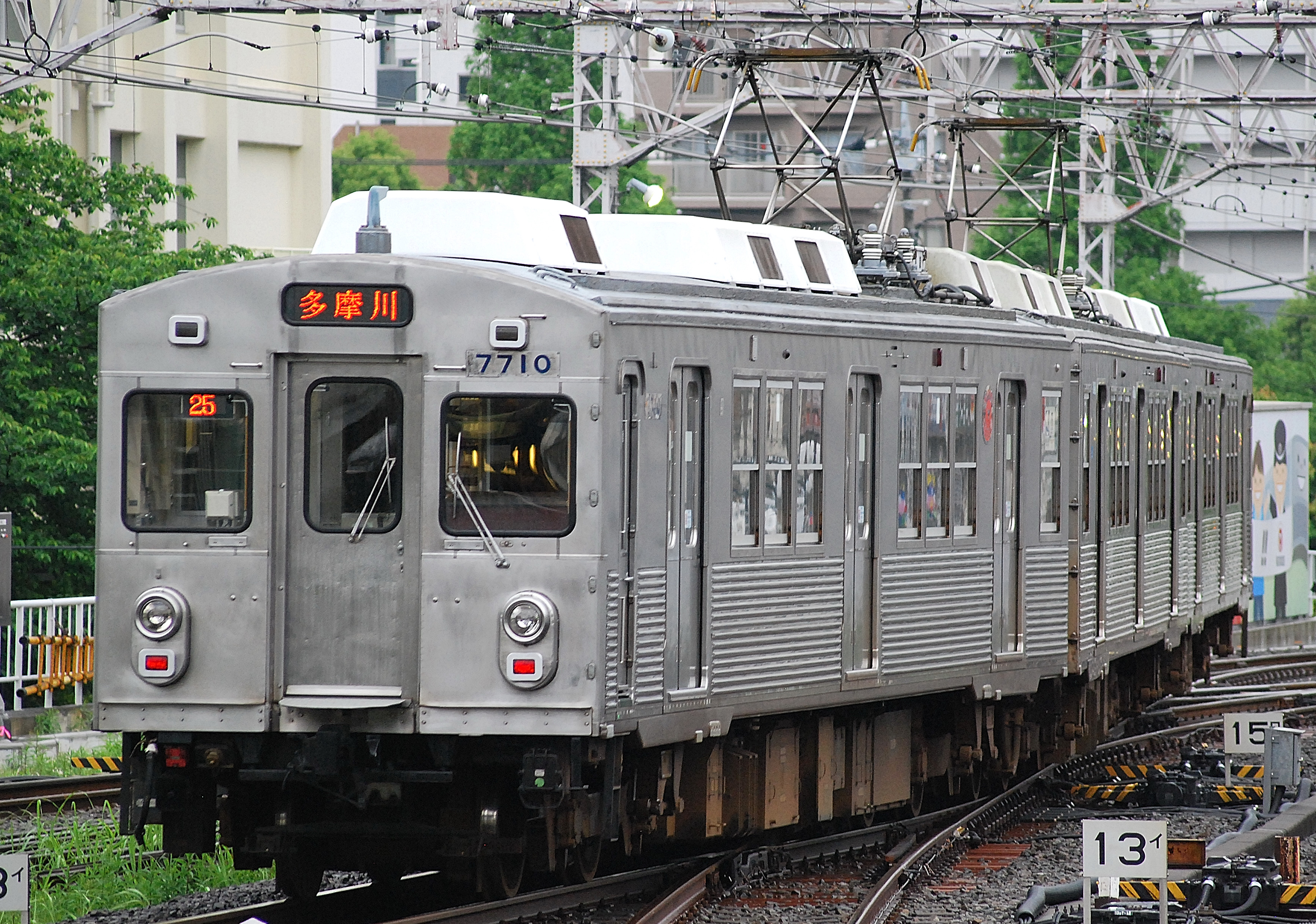
前面の赤帯を撤去した7910F （2012年5月15日 / 蒲田駅）(2014年5月廃車)
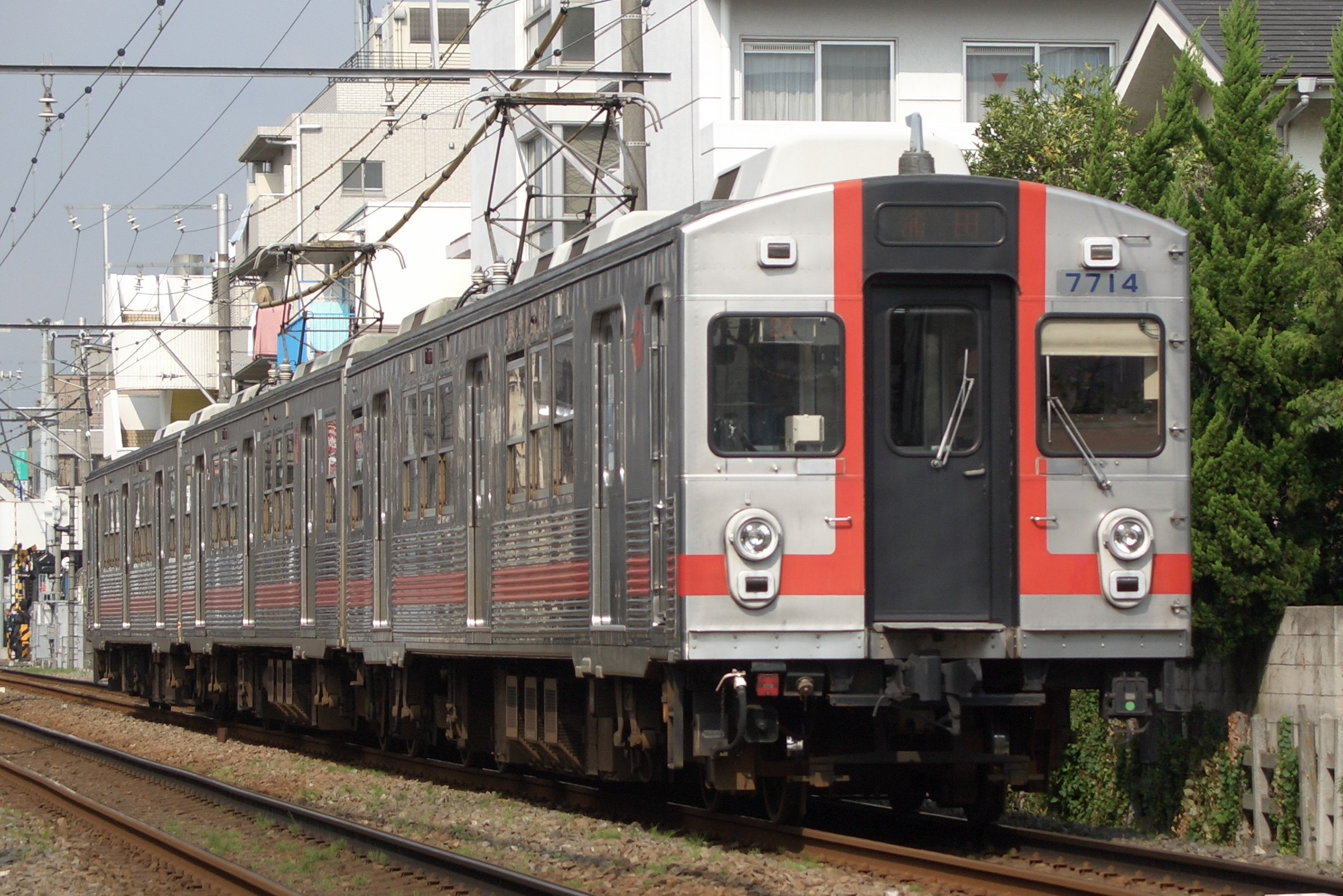
7914F （通称「歌舞伎塗装」） （2006年10月28日 / 鵜の木駅 - 下丸子駅間）(2018年に養老鉄道に譲渡)
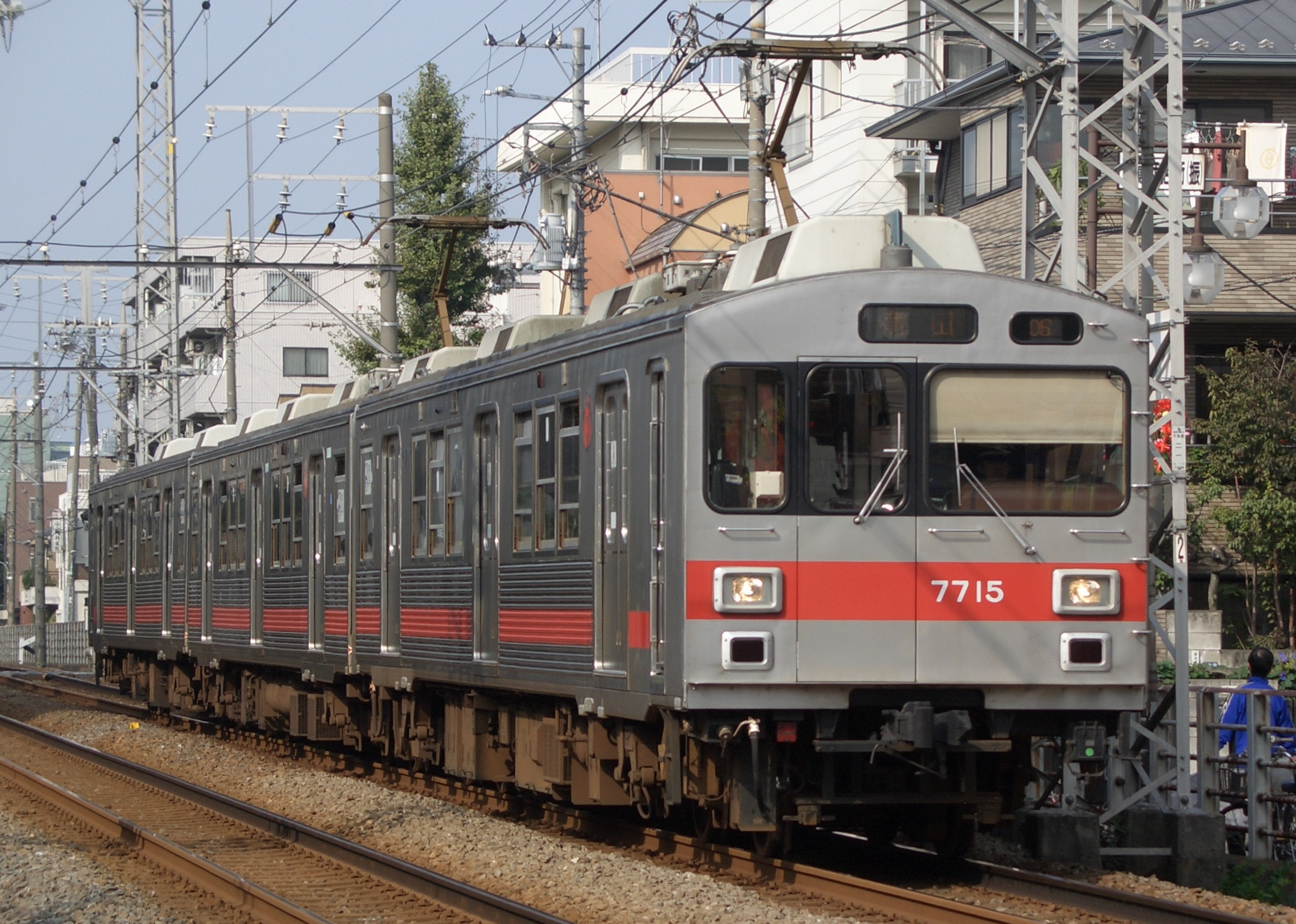
7915F （2006年11月3日 / 雪が谷大塚駅 - 御嶽山駅間）(2010年8月廃車)
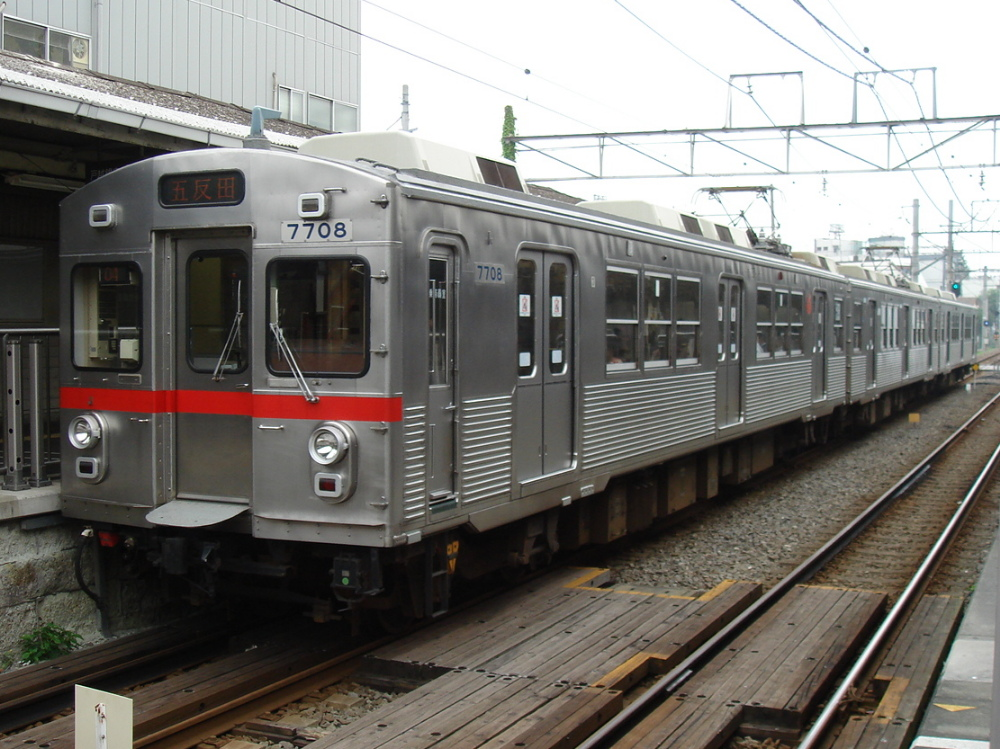
7908F(2014年4月廃車)
7905F(2018年養老鉄道に譲渡)
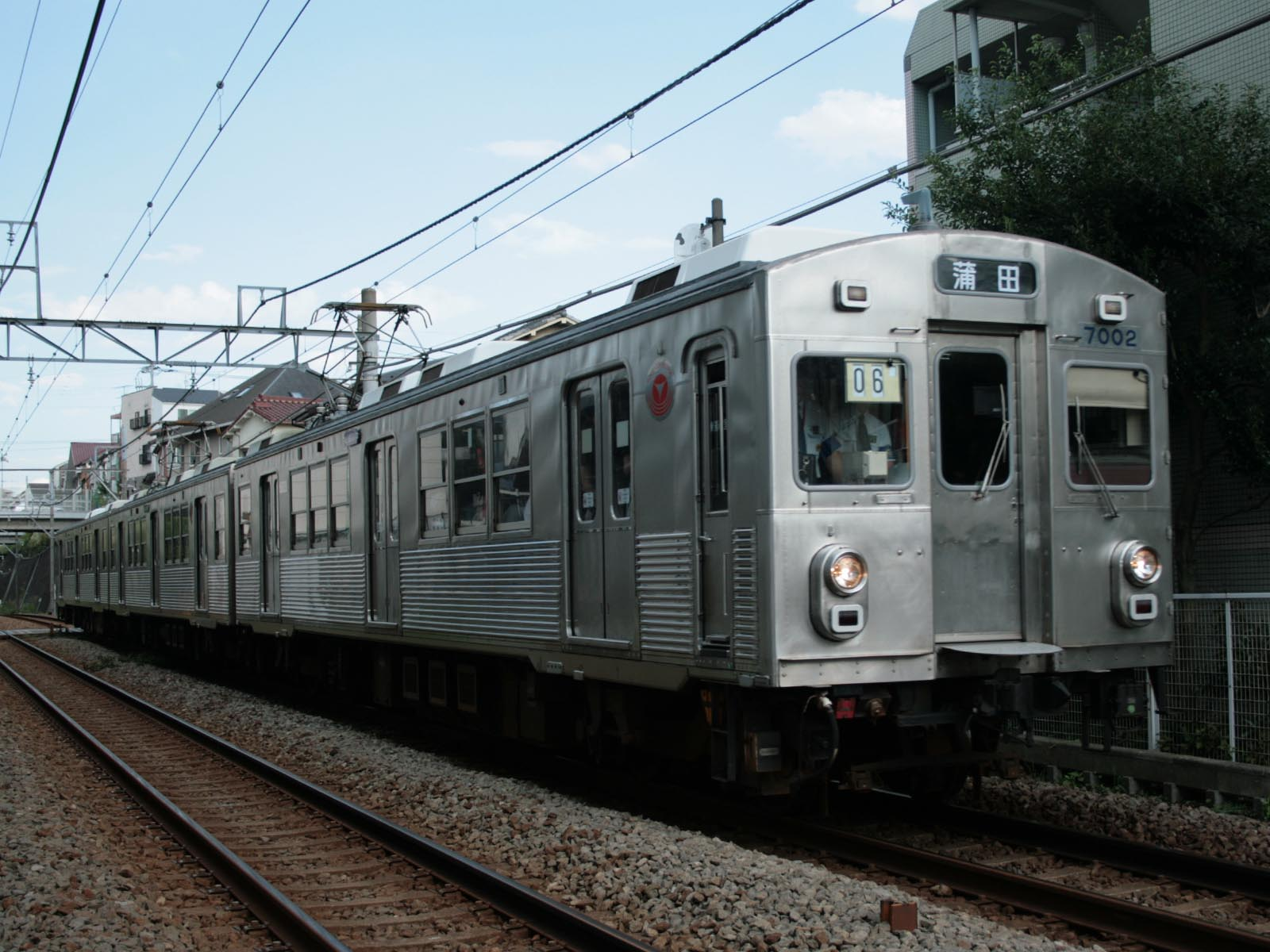
池上線7000系リバイバル2012.10.6
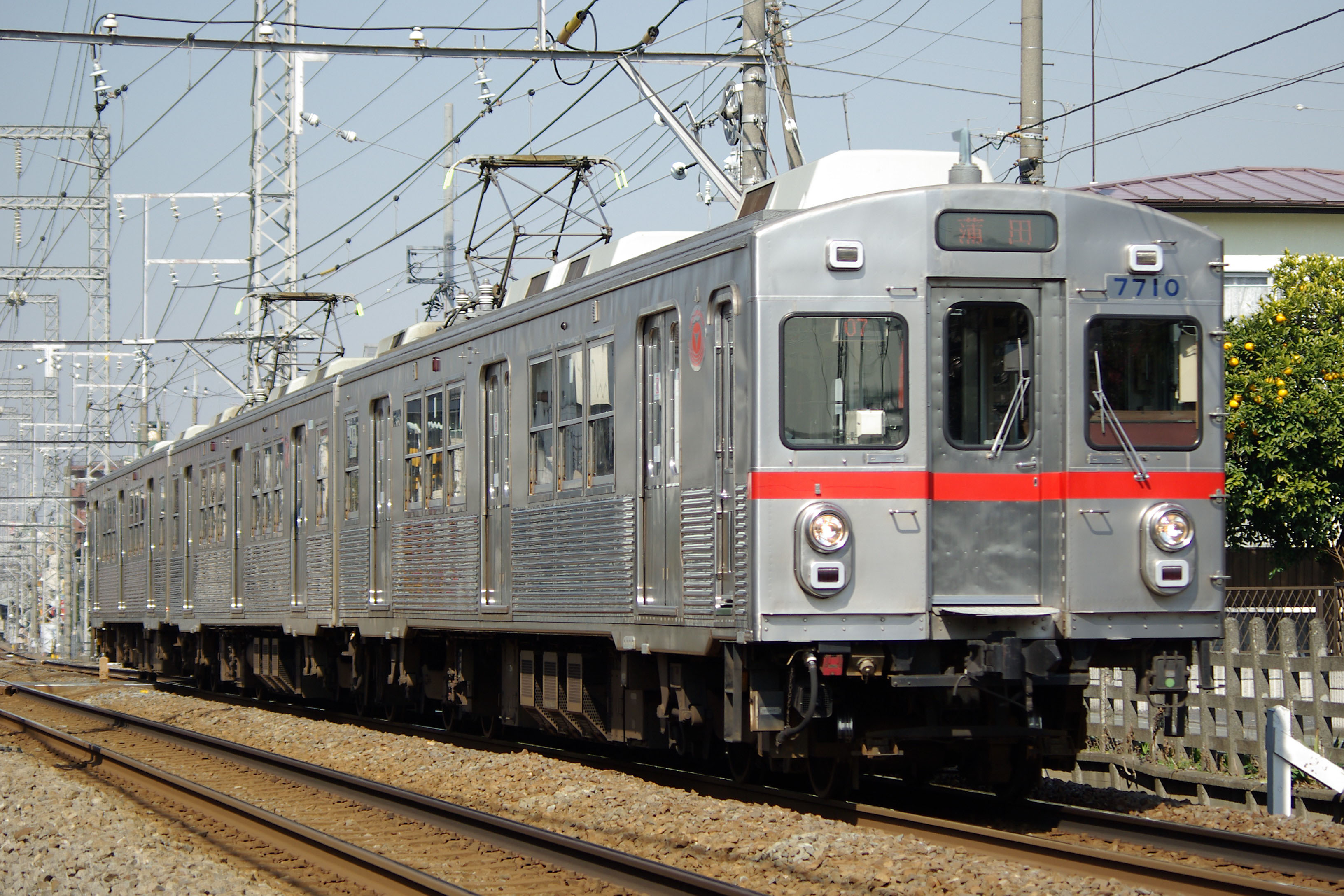
赤帯だった頃の7910F（2008年2月12日）

### 7700系改造元一覧
- 7901F：クハ7901養(デハ7045)-デハ7801(デハ7114)-サハ7951廃(デハ7113)-デハ7701養(デハ7064)
- 7902F：クハ7902(デハ7063)-デハ7802(デハ7132)-サハ7952廃(デハ7133)-デハ7702藤(デハ7046)
- 7903F：クハ7903養(デハ7023)-デハ7803養(デハ7112)-サハ7953廃(デハ7111)-デハ7703養(デハ7024)
- 7904F：クハ7904十(デハ7047)-デハ7804廃(デハ7166)-サハ7954廃(デハ7163)-デハ7704十(デハ7048)
- 7905F：クハ7905養(デハ7043)-デハ7805(デハ7156)-サハ7955廃(デハ7155)-デハ7705養(デハ7044)
- 7906F：クハ7906養(デハ7041)-デハ7806(デハ7168)-サハ7956廃(デハ7167)-デハ7706養(デハ7042)
- 7907F：クハ7907(デハ7051)-デハ7807(デハ7164)-サハ7957廃(デハ7165)-デハ7707(デハ7058)
- 7908F：クハ7908(デハ7005)-デハ7808(デハ7106)-サハ7958廃(デハ7105)-デハ7708(デハ7006)
- 7909F：クハ7909十(デハ7003)-デハ7809廃(デハ7104)-サハ7959廃(デハ7103)-デハ7709十(デハ7004)
- 7910F：クハ7910(デハ7001)-デハ7810(デハ7102)-サハ7960廃(デハ7101)-デハ7710(デハ7002)
- 7911F：クハ7911十(デハ7015)-デハ7811廃(デハ7152)-サハ7961廃(デハ7151)-デハ7711十(デハ7018)
- 7912F(歌舞伎)：クハ7912養(デハ7059)-デハ7812養(デハ7150)-サハ7962改(デハ7149)-デハ7712養(デハ7060)
- 7913F(歌舞伎)：クハ7913(デハ7019)-デハ7813(デハ7130)-サハ7963改(デハ7131)-デハ7713(デハ7020)
- 7914F(歌舞伎)：クハ7914養(デハ7027)-デハ7814養(デハ7120)-サハ7964改(デハ7119)-デハ7714養(デハ7062)
- 7915F：7915(7963)-7815<-(7962)7715<(7964)

凡例
- 養…養老鉄道に
- 十…十和田観光電鉄に
- 改…7715Fに改造
- 廃…東急目蒲線分割時に廃車車両
- 藤…藤久ビル東5号館で展示

## 歴史
本系列は目蒲線（当時）用として改造されたが、4両編成での使用予定に対して当時同線の駅ホームは3両分だったため、初期の改造車は暫定的に4両編成+2両編成の6両編成が組まれ、1987年8月1日から1988年（昭和63年）秋までの約1年間大井町線で使用された。このような編成は7910Fまでの10本（この時点では連結のため6両編成×5本）が該当する。なお、当初ブレーキ方式がHSC式であったこのグループは、7905F - 7910Fは1990年秋から1991年夏に、7901F - 7904Fは1992年度初頭よりHRA式に改修された 。種車の7000系には一部ドアガラスがHゴム支持の車両が存在し、これらは7700系化後もHゴム支持のままで、7903Fの全車と7913Fの先頭車が該当していたが、2001年に中間車の廃車発生品である押え金支持のドアに交換された。
大井町線時代の7700系
|          | ← 大井町二子玉川園 →     |                          |                          |                          |                          |                          |
| 形式     | クハ7900 （Tc）          | デハ7800 （M）           | サハ7950 （T）           | デハ7700 （Mc）          | クハ7900 （Tc）          | デハ7700 （Mc）          |
| 搭載機器 | CP,SIV                   | VVVF                     | CP                       | VVVF                     | CP,SIV                   | VVVF                     |
| 車両番号 | 7901 7903 7904 7908 7910 | 7801 7803 7804 7808 7810 | 7951 7953 7954 7958 7960 | 7701 7703 7704 7708 7710 | 7902 7905 7906 7909 7907 | 7702 7705 7706 7709 7707 |

凡例
- VVVF - 制御装置（VVVFインバータ）
- SIV - 補助電源装置（静止形インバータ）120kVA
- CP - 空気圧縮機

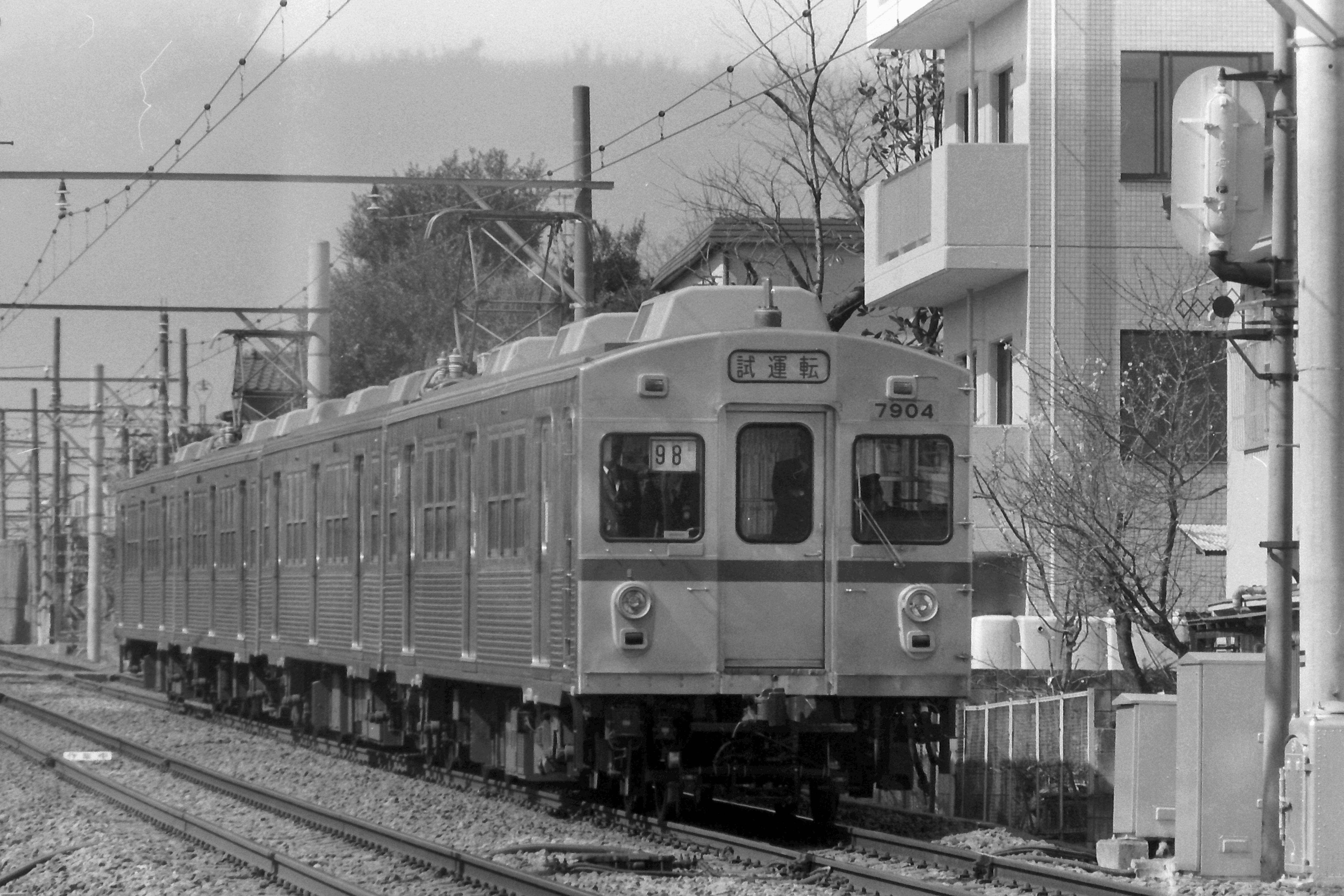
目蒲線4両編成化に向けた試運転中の7904F
1989年3月 奥沢 - 大岡山間にて

1989年（平成元年）には目蒲線駅ホームの4両編成対応化工事が完了し、大井町線投入分は他系列に置き換えられる形で同線に転属した。順次2両編成に対しての中間車増結と7911F - 7914Fの4本の増備が行われ、4両編成14本計56両の陣容となった。ただし、鵜の木駅は両端に踏切がありホーム延伸ができず、目黒寄りの1両は締切扱いで対応した。このため、当形式をはじめとする目蒲線所属編成および東横線所属の1000N系には自動扉非扱いスイッチ類を備えていた。
1994年（平成6年）には、1998年（平成10年）3月からワンマン運転を実施する池上線用の7200系を置き換えのため、最終3本が中間付随車のサハ7950形を切り離した3両編成となって同線に転用されることとなった。当初は7913Fと7914Fの2本のみが転属し、7912Fは余剰となったサハ7950形を活用すべく電装が行われたデハ7815（←サハ7962）を組み込んだまま目蒲線に残留した。この時にデハ7815は他編成と同じ機器ではなく、東急初のIGBT-VVVFインバータ装置とシングルアーム式パンタグラフを搭載する実用試験車とされた。7912Fが改造入場するとデハ7815は7902Fに移されたが、3編成とも翌1995年（平成7年）から運用開始し、同時に7913F・7914Fから抜き取られたサハ7963・7964の改造も進められた。
1996年（平成8年）7月には、サハ7963・7964が先頭車改造と電装を受け、クハ7915（←サハ7963）とデハ7715（←サハ7964）として出場した。デハ7815はこの2両の中間に移され、3両編成となった7912Fとともに翌8月26日より池上線で営業運転を開始した。この時点で56両のまま4両編成11本・3両編成4本の陣容となった。
新たに改造された7915Fの構成は以下のとおりである。
|          | ↑五反田 |
| 形式     | 詳細 |
| クハ7915 | サハ7963から改造された制御車。 CPを搭載する。 |
| デハ7815 | サハ7962から改造された電動車。 CPやモーターとパンタグラフや主制御器などの走行機器を搭載する。                                                          |
| デハ7715 | サハ7964から改造された制御電動車。 CPは撤去され、モーターとパンタグラフや主制御器などの走行機器とSIVを搭載する。 この車両のSIVは主制御器と一体である。 |
| ↓蒲田    | |

この編成のパンタグラフ搭載位置は他編成が大井町・五反田・目黒寄りの車端であるのに対し、蒲田寄りの車端となっている。既存の冷房機器の間に割り込むように設置されているため、配管などの配置も異なっている。7715号のインバータ装置は3群で構成し、通常は2群をVVVFインバータとして、1群を静止形インバータ（140kVA出力）として使用する「デュアルモード」方式を採用し、故障時の冗長化を図っている。
この編成のみ車体側面端部に転落防止板を装備していたが、池上線と東急多摩川線の各駅にホームセンサーと柵が完備されたことから後に撤去されている。
2000年（平成12年）8月6日の目蒲線の東西分断に伴い、本系列の運転区間は南側の東急多摩川線内に縮小された。3本が余剰となり、残った編成もすべてサハ7950形が抜かれて3両に短縮された。余剰車は3本分の先頭車6両が2年間の留置の後に十和田観光電鉄に譲渡された以外すべて廃車・解体され、初の廃車が発生するとともにサハ7950形が形式消滅した。サハ7950形に搭載されていたCPはデハ7800形へ移設されている。
2007年（平成19年）度より東急では新型車両7000系（2代）の導入を開始し、当初は上田電鉄別所線へ譲渡される1000系から置き換えを開始していたが、2010年からは7700系にも置き換えが及び7915Fは2010年（平成22年）7月に休車となり、同年8月9日に長津田検車区へ回送、同年9月21日付で廃車・解体処分となった。
2011年（平成23年）度は、7913Fが同年7月に廃車され、8月に解体処分された。
当初計画では、2011年度までに池上線および東急多摩川線に所属する3両編成28本（1000系13本・7600系3本・7700系12本）中19本が、7000系（2代）に置き換えられる予定であったが、計画が変更されて増備を一旦中止したため、同系の2011年度末時点の在籍数は予定増備数を下回る3両編成7本に留まった。計画を変更した理由は、本系列の増備の途上で、日比谷線との相互直通運転終了に伴い東横線用の1000系に余剰が発生したことから、その1000系を活用するため、2014年度以降の7000系（2代）の増備は一旦中止となり、1000系を改造した1000系1500番台の導入によって行われた。
1000系1500番台の営業運転開始により、2014年（平成26年）4月に7908Fが営業運転を離脱し、搬出されている。同年5月には7910F、2015年（平成27年）3月には7907F、同年6月には7902Fが営業運転を離脱し、長津田車両工場へ回送された。このうち、デハ7702の前頭部が、西武新2000系クハ2098、京急800形デハ812-6と共に、藤久ビル東5号館（丸善 池袋店）に保存されている。
2015年（平成27年）9月現在では3両編成6本18両(7901F・7903F・7905F・7906F・7912F・7914F)が池上線・東急多摩川線（雪が谷検車区）に在籍した。全車がワンマン運転対応改造を受けており、池上線と東急多摩川線で両線用の1000系や7000系全編成と共通運用されていた。
上記の置き換え計画の変更に関連して、本系列の一部は継続して使用することに変更したが、その後本系列の老朽化の進行と1000系の改造種車が底を付いたことから、7000系（2代）の製造を再開することとなり、2017年（平成29年）に2編成を増備。2018年（平成30年）に6編成を投入し、本系列の全編成を置き換えることになった。
2018年 (平成30年) 11月24日、最後の1編成となった7901Fがさよなら運転を行い、すべての編成が東急から姿を消すこととなった。

## 十和田観光電鉄譲渡車

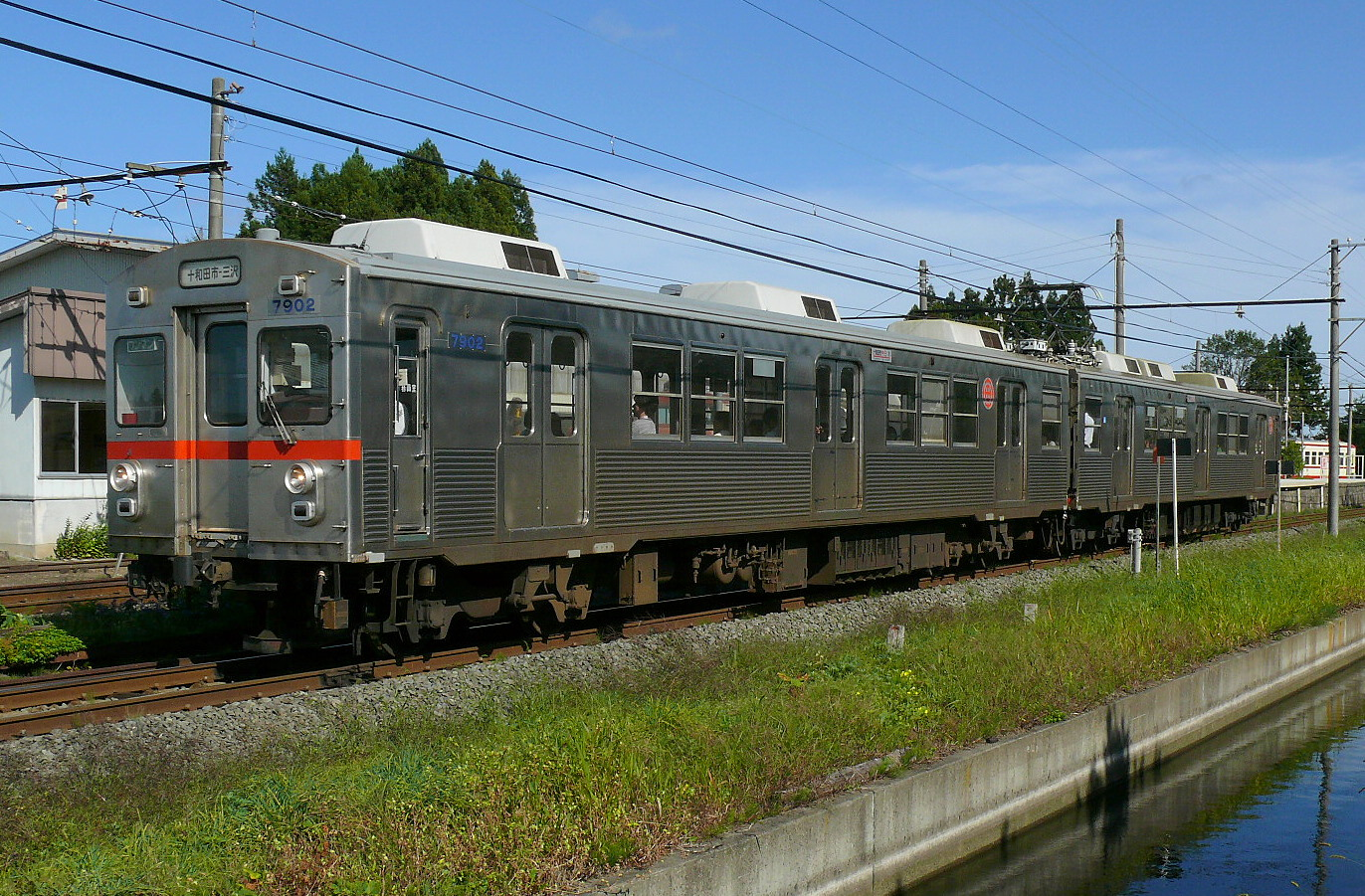
十和田観光電鉄7700系
（2009年9月20日 七百駅）

2002年に余剰となっていた7904F・7909F・7911Fの両先頭車6両が、同じく余剰となっていた7200系2両とともに青森県の十和田観光電鉄に譲渡された。VVVFインバータ制御車の他社譲渡はこれが日本初である。形式称号は7700系のまま、「デハ」の呼称が「モハ」に、車両番号の末尾2桁が若い順に01 - 03に振り直されている。
外観は側面のコーポレートマークの交換・連結面に転落防止幌の設置や前面貫通渡り板の撤去を行った程度だが、入線に際して自動放送装置などのワンマン運転対応設備と運賃箱・整理券発行器・運賃表示器・車内監視カメラ・非常通報装置が新設された。なお、車内のつり革には東急グループの東急百貨店とBunkamuraの広告が残っている。
同時に座席モケットが新品に交換され、交通バリアフリー法に対応して編成から外された車椅子スペース設置車のデハ7800形に代わってクハ7900形の一部座席を撤去した上で車椅子スペースが設置されている。
また、オールステンレス車体・VVVFインバータ制御・SIV・平行カルダン駆動、ワンハンドルマスコンかつ電気指令式ブレーキ・冷房装置・車椅子スペースは十鉄としては本系列が初の導入となった。
十和田観光電鉄線の廃止に伴い、2012年（平成24年）3月末をもって運用を終了し廃車、全車解体された。

### 7700系譲渡車両一覧（十鉄）
- クハ7901（クハ7904） - モハ7701（デハ7704）
- クハ7902（クハ7909） - モハ7702（デハ7709）
- クハ7903（クハ7911） - モハ7703（デハ7711）

## 養老鉄道譲渡車

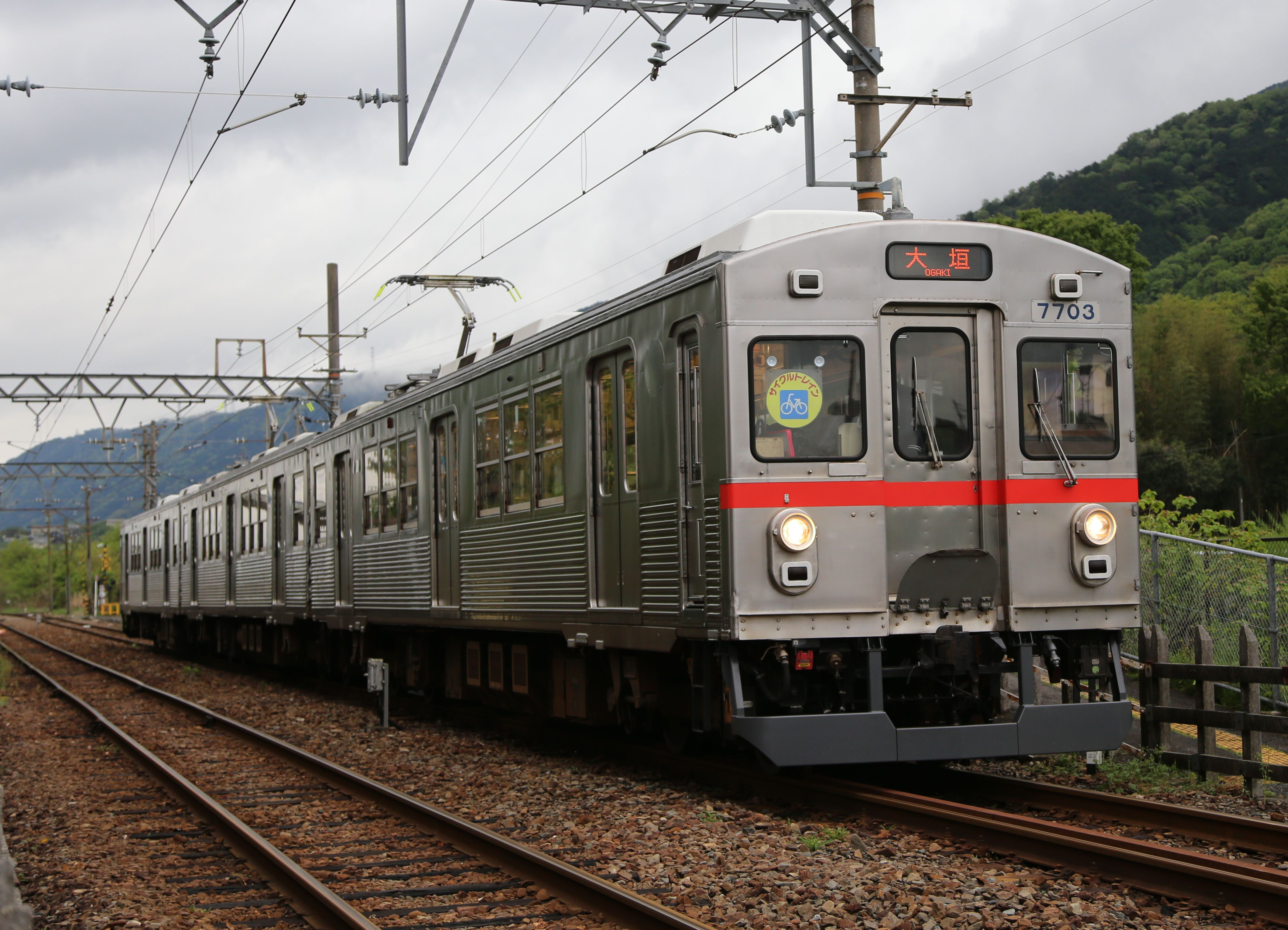
養老鉄道7700系
（2019年4月30日 美濃山崎駅）

養老鉄道の養老線で運行している元近鉄600系電車 (3代)の置換えのため、東急での運用終了に先立つ2018年8月に養老線管理機構へ譲渡され2019年2月以降に運用開始予定であることが発表された。譲渡される編成は2両編成と3両編成3本ずつの計15両である。
車体は7000系として製造されてから50年以上経過しており、置き換え対象の車両と大差ない。しかし腐食しにくいオールステンレス製の車体であることと、台車や電気系統などが7700系に改造された際のもので比較的経年が浅い上にワンマン化対応済みのため、今後30年間（累計80年程度）の使用が見込まれている。
改造は近鉄塩浜検修車庫で行われる。外観については養老鉄道オリジナルの緑帯のほかに緑歌舞伎・東急時代の赤帯・赤歌舞伎の計4種類が用意される。編成の記号はTQ編成とし、形式称号はク又はモに変更されたが車番は東急時代のものを踏襲している。
内装は先頭車両に運賃箱とデジタル表示の運賃表示板、各編成1両に車椅子スペースを設置。シートモケットにはひょうたん柄を採用（優先席は青、その他は緑）。3両編成は中間車に転換クロスシートを8席設置する（伊豆急行8000系電車と同様、片側にロングシートを残し、クロスシートはもう片側のみ設置）。

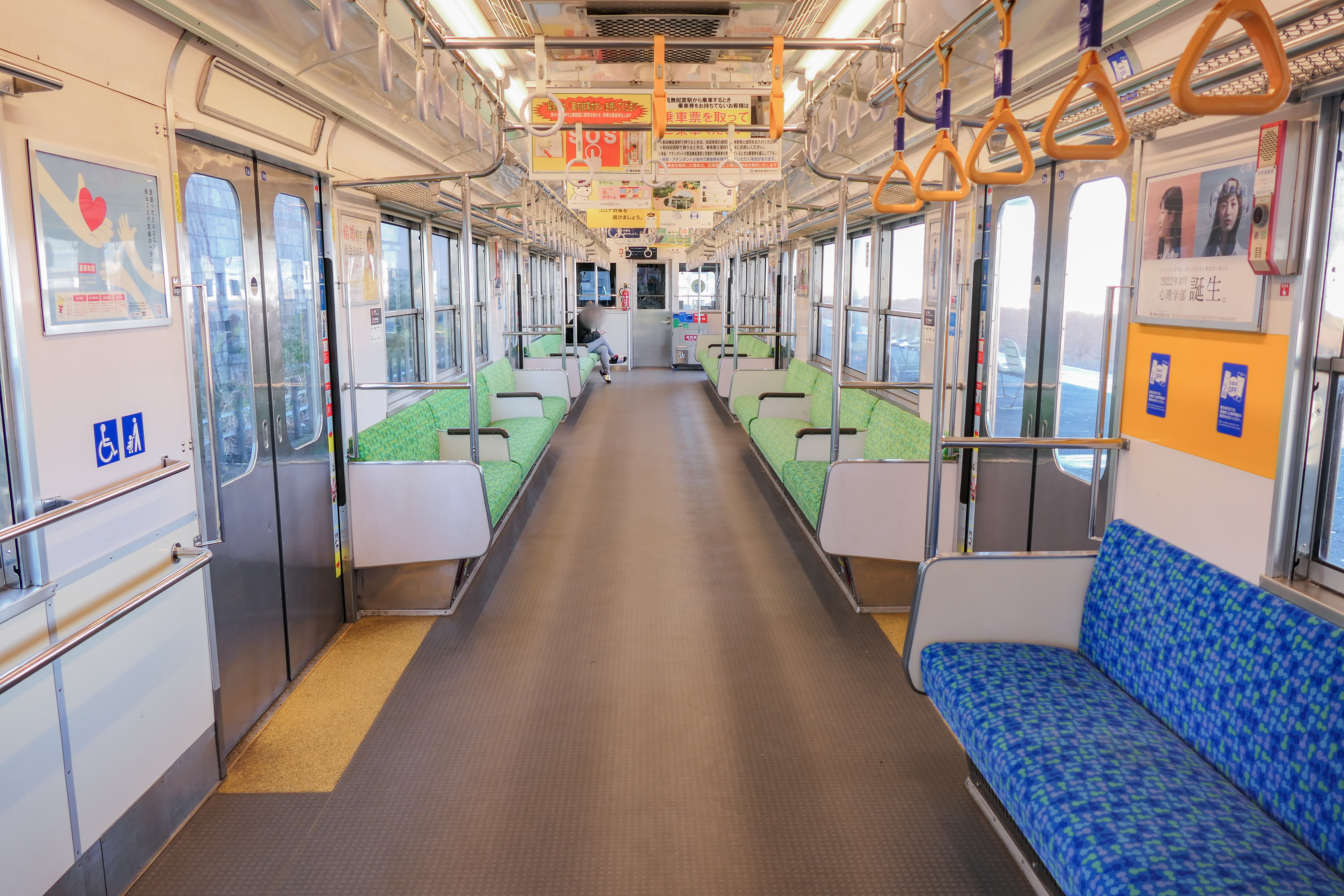
先頭車の車内
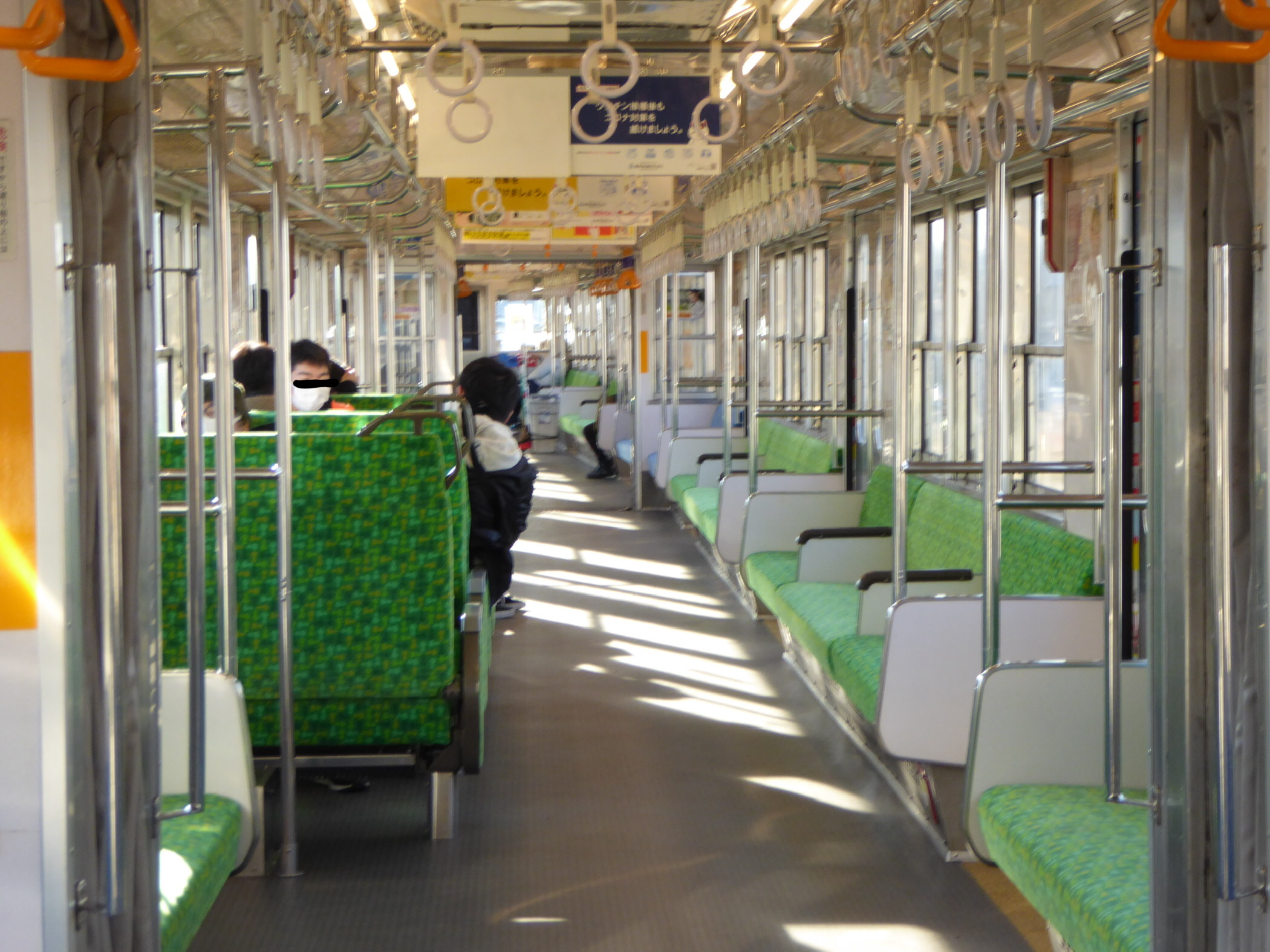
中間車の車内

2019年4月27日から3両編成が営業運転を開始した。これは平成最後の新形式車両の営業運転開始時期となった（平成最後の新形式車両の営業運転開始は、純然たる新造に限定すれば相鉄12000系電車となる）。2両編成も同年7月13日から営業運転に入った。

### 車両一覧
2020年7月現在。
| 車番                     | 養老鉄道運行開始 | 外観     |
| モ7703 - モ7803 - ク7903 | 2019年4月27日    | 赤帯     |
| モ7712 - モ7812 - ク7912 | 2019年4月27日    | 緑歌舞伎 |
| モ7714 - モ7814 - ク7914 | 2020年1月15日    | 赤歌舞伎 |
| モ7701 - ク7901          | 2020年2月14日    | 赤帯     |
| モ7705 - ク7905          | 2019年11月3日    | 緑帯     |
| モ7706 - ク7906          | 2019年7月13日    | 緑帯     |

この15両以外にデハ7806が予備車（部品取り）として大垣車庫内に留置されていることが確認されており、東急から養老鉄道へ送られたのは合わせて16両となる。